# Pierre Lévy (socjolog)

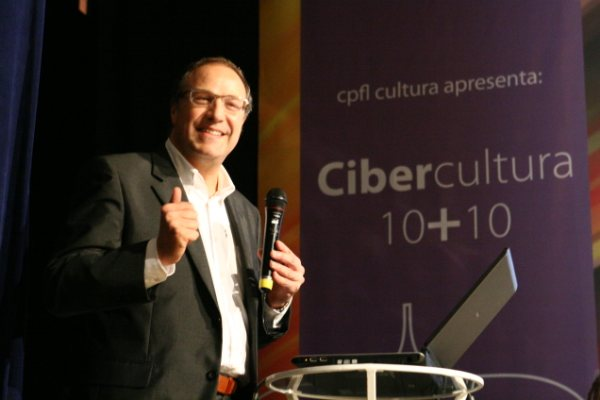
Pierre Lévy

Pierre Lévy (ur. 1956 w Tunisie) – francuski socjolog, filozof, teoretyk kultury, badacz wpływu internetu (technologia cyfrowa, hipertekst, cyberprzestrzeń) i mediów na stosunki społeczne (cyberkultura, cyberdemokracja).

## Kariera naukowa
- Magister historii nauki, Uniwersytet Paryski, 1980.
- Doktor socjologii, EHESS, 1983.
- Pracownik naukowy Ecole Polytechnique w Paryżu, 1983/86.
- Profesor, Uniwersytet Montrealu, 1987/89.
- Profesor, Université de Paris X, 1990/92.
- Doktor nauk informacyjnych i komunikacyjnych uniwersytetu w Grenoble, 1991.
- Profesor, wydziału Uniwersytetu Paris- St Denis, 1993/98.
- Członek rady redakcyjnej w Centrum Pompidou, 1995/97.
- Autor raportu na temat cyberkultury dla Rady Europy, 1996.
- Autor raportu na temat zarządzania cyberdemokracją dla Komisji Europejskiej, 2000.
- Profesor cyberkultury i komunikacji społecznej " Uniwersytetu w Quebec,  1998/2001.
- Profesor, Uniwersytet Ottawy, od 2002.